# Fugoide

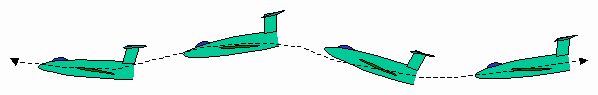
Representación esquemática de un avión de ala fija en un fugoide

Un fugoide es un movimiento de una aeronave en el que sucesivamente pica hacia arriba y sube, para luego inclinarse hacia abajo y descender. Va acompañado por sucesivas aceleraciones y desaceleraciones, ya que va "cuesta abajo" y "cuesta arriba".
Es uno de los modos básicos de la dinámica de vuelo de una aeronave (entre los que se incluyen los períodos cortos, el balanceo de hundimiento, el balanceo holandés y la divergencia en espiral), y es un ejemplo clásico de un sistema de retroalimentación negativa.

## Origen del término
El término "fugoide" fue acuñado por Frederick W. Lanchester, el ingeniero británico que durante sus estudios aerodinámicos caracterizó por primera vez el fenómeno. El término proviene de las palabras griegas φυγή y εἶδος, con el significado de "similar a la escapada", en este caso, de un elemento en pleno vuelo.

## Descripción detallada
El fugoide tiene un ángulo de ataque casi constante pero un cabeceo variable, causado por un intercambio repetido de velocidad y altitud. Puede ser excitado por un único efecto elevador (una desviación corta y aguda seguida de un retorno a la posición centrada) que resulta en un aumento del cabeceo sin cambios en el ajuste de las condiciones de crucero. A medida que la velocidad disminuye, la nariz cae por debajo del horizonte; y cuando la velocidad aumenta, la nariz sube por encima del horizonte. Los períodos pueden variar de menos de 30 segundos para aviones ligeros a minutos para aviones más grandes. Los aviones ultraligeros suelen mostrar una trayectoria fugoide con un período de entre 15 y 25 segundos, y se ha sugerido que las aves y los modelos de aviones muestran convergencia entre los modos de período corto y el movimiento fugoide. Un modelo clásico para el período fugoide se puede simplificar a aproximadamente (0,85 × velocidad en nudos) segundos, pero esta aproximadión realmente solo funciona para los aviones más grandes.   
Los fugoides a menudo se muestran a los pilotos en formación como un ejemplo de la estabilidad de la aeronave en función de la velocidad, y de la importancia de adoptar el ajuste de la posición del avión adecuado. Cuando ocurre, se considera una molestia, y en aviones más ligeros (que generalmente muestran un período más corto) puede ser una causa de oscilación inducida por el piloto. 
El fugoide, cuando es de amplitud moderada, se produce con un ángulo de ataque constante, aunque en la práctica el ángulo de ataque en realidad varía unas pocas décimas de grado. Esto significa que nunca se supera el ángulo de ataque de pérdida, y es posible (en la sección del ciclo con aceleraciones <1g) volar con velocidades inferiores a la velocidad de pérdida. Los modelos de vuelo libre con fugoide muy inestable generalmente se bloquean o forman un bucle, dependiendo del empuje.
Un fugoide inestable o divergente es causado, principalmente, por una gran diferencia entre los ángulos de incidencia del ala y de la cola. Se puede lograr un fugoide estable y decreciente construyendo un estabilizador más pequeño en una cola más larga o, a expensas de la estabilidad "estática" de cabeceo y guiñada, desplazando el centro de gravedad hacia atrás. 

## Accidentes de aviación
- En 1972, un Fokker F-27 Friendship de la compañía Aero Transporti Italiani, en ruta desde Roma Fiumicino a Foggia, mientras ascendía a 13.500 pies, entró en un área de mal tiempo con actividad de tormenta local. A casi 15.000 pies, el avión perdió repentinamente 1200 pies de altitud y su velocidad disminuyó. Desarrolló oscilaciones fugoides, de las que los pilotos no pudieron recuperar el aparato. El avión golpeó el suelo a una velocidad de 340 nudos. Tres tripulantes y los quince pasajeros de a bordo resultaron muertos.[4]

- En el accidente del C-5 en Tan Son Nhut de 1975, la aeronave USAF C-5 68-0218 con controles de vuelo dañados por el fallo de la puerta trasera de carga/presión, se encontró con oscilaciones fugoides mientras la tripulación intentaba regresar a la base, y aterrizó de golpe en un arrozal adyacente al aeropuerto. De las 328 personas a bordo, 153 murieron, lo que lo convierte en el accidente más mortífero que involucra a un avión militar estadounidense.

- En 1985, el vuelo 123 de Japan Airlines perdió todos los controles hidráulicos y su estabilizador vertical, y entró en movimiento fugoide. Mientras que la tripulación intentaba mantener un vuelo nivelado mediante el uso de la potencia del motor, el avión perdió altura sobre una cadena montañosa al noroeste de Tokio, antes de estrellarse contra el Monte Takamagahara. Con 520 muertos, sigue siendo el desastre más grave de un solo avión en la historia.

- En 1989, el vuelo 232 de United Airlines sufrió una fallo irreversible en el motor número 2 de cola, lo que causó un fallo total del sistema hidráulico. La tripulación voló la aeronave disponiendo solamente de la capacidad deacelerar. La supresión de la tendencia fugoide fue particularmente difícil.[5] Los pilotos llegaron al Aeropuerto de Sioux Gateway, pero se estrellaron mientras intentaban aterrizar. Los cuatro miembros de la tripulación de cabina (uno de ellos capitán asistente de DC-10 en el vuelo como pasajero) y la mayoría de los pasajeros sobrevivieron.

- Otro avión que perdió todo el sistema hidráulico era un Airbus A300B4 operado por DHL, que fue alcanzado por un misil tierra-aire disparado por la resistencia iraquí. El incidente, denominado el intento de derribo del avión de DHL de 2003, se convirtió en la primera vez que una tripulación logró hacer aterrizar un avión de transporte aéreo de forma segura únicamente ajustando el empuje del motor.

- En 2003, la aeronave Helios propulsada con energía solar, se precipitó al reaccionar a una oscilación fugoidea diagnosticada inapropiadamente, que finalmente hizo que la estructura de la aeronave superara las cargas de diseño.[6]

- Chesley "Sully" Sullenberger, Capitán del vuelo 1549 de US Airways que amerizó en el río Hudson el 15 de enero de 2009, dijo en una charla de Google que el amerizaje podría haber sido menos violento si el software antifugoide instalado en el Airbus A320-214 no le hubiese impidió levantar manualmente la elevación máxima durante los cuatro segundos anteriores al impacto en el agua.[7]